# The Front Page (film 1931)
The Front Page è un film del 1931 diretto da Lewis Milestone.
È la prima delle numerose trasposizioni cinematografiche dalla commedia Prima pagina del 1928 di Ben Hecht e Charles MacArthur. Le più celebri sono La signora del venerdì (His Girl Friday) (1940) di Howard Hawks e Prima pagina (The Front Page) (1974) di Billy Wilder.

## Trama
Hildy Johnson vuole smettere la propria vita frenetica di reporter di cronaca nera per trasferirsi con la fidanzata Peggy Grant, che intende sposare, a New York, dove troverà un lavoro più tranquillo. Il direttore della sua testata, Walter Burns, che riconosce in lui la vera schiatta di giornalista d'assalto, è totalmente contrario, e cerca di trattenerlo in vari modi.
Invano: Hildy, prima di partire in treno con Peggy e la madre di lei per la big apple quella notte stessa, passa nella sala stampa del palazzo di giustizia per salutare i colleghi, che sono riuniti colà in attesa dell'esecuzione, programmata per l'alba, di Earl Williams, condannato per aver ucciso un poliziotto di colore, e detenuto nella prigione annessa al tribunale.
I giornalisti vorrebbero indurre lo sceriffo Hartman ad anticipare l'impiccagione, in modo da poterne dare notizia nei quotidiani del giorno dopo. Hartman, e il sindaco Fred, dal canto loro, sono impazienti di infliggere la pena capitale a Williams (fatto passare come un pericoloso agente del comunismo, mentre in realtà è un innocuo idealista anarchico), il che farebbe guadagnare loro il voto dei cittadini afroamericani nelle elezioni previste di lì a qualche giorno; per questo motivo essi corrompono Pincus, il portavoce del governatore, che si era presentato la notte stessa portando l'istanza di grazia per il detenuto, e lo tolgono momentaneamente dalla circolazione.
Earl Williams intanto è esaminato, in carcere, da un noto psichiatra europeo, che, nel tentativo di ricreare la scena del delitto, chiede allo sprovveduto sceriffo Hartman di dare al condannato la propria pistola: Williams spara allo psichiatra ed evade. Gli istinti giornalistici di Hildy Johnson si rianimano quando egli, rimasto solo nella sala stampa, vede entrare in essa, dalla finestra, Williams stesso, che si era rifugiato sul tetto dell'edificio: Hildy lo nasconde in uno scrittoio, e, mentre la polizia è sguinzagliata per la città alla ricerca dell'evaso, comincia a dettare il suo scoop al direttore Burns.
La situazione si complica quando la madre di Peggy, che con la figlia era rimasta in attesa di Hildy in un taxi nelle vicinanze, irrompe nella sala e sta per scoprire il nascondiglio di Williams: Walter Burns fa rapire l'anziana signora perché non smonti la notizia.
Alla fine la madre di Peggy, che si è riuscita a liberare, compare insieme a dei poliziotti, e nello stesso tempo Pincus torna e racconta il tentativo di corruzione cui è stato sottoposto. La polizia arresta Hildy ed il direttore Burns, per una serie di reati svarianti fra il rapimento, la corruzione e il favoreggiamento di un criminale. Quando però appare che Burns potrebbe pubblicare la notizia che era stato lo sceriffo a munire Williams del revolver grazie al quale il condannato era evaso, allora si giunge ad un accomodamento, e Hildy e Burns vengono rilasciati.
Hildy può finalmente raggiungere la fidanzata e la madre di lei, ed accingersi a partire in treno per New York. Walter Burns appare rassegnato al fatto di perdere un valente reporter, e, come regalo di nozze, improvvisato, dà a Hildy il proprio prezioso orologio a cipolla.
Appena dopo che Hildy, con la fidanzata e la madre, si è accommiatato dal direttore, Burns, che non è affatto disposto a fare a meno della collaborazione del giornalista, avvisa la polizia della stazione ferroviaria di arrestare Hildy, con l'accusa di avergli rubato l'orologio.

## Produzione
Il film fu prodotto dalla The Caddo Company e venne girato ai Metropolitan Studios al 1040 N. del Las Palmas Boulevard a Hollywood.

## Distribuzione
Distribuito dalla United Artists, il film, presentato da Howard Hughes, uscì nelle sale cinematografiche statunitensi il 4 aprile 1931.

### Date di uscita
IMDb
- USA	19 marzo 1931	 (New York City, New York) (première)
- USA	4 aprile 1931
- Giappone	1933
- Finlandia	18 agosto 1996	 (prima TV)

Alias
- Címlapsztori	Ungheria (imdb display title)
- Etusivu uusiksi	    Finlandia
- Un gran reportaje	Spagna

## Riconoscimenti
- 1931 - Premio Oscar
  - Candidato come Miglior film, The Caddo Company
  - Candidato per la Migliore regia, Lewis Milestone
  - Candidato come Miglior attore protagonista, Adolphe Menjou

Nel 1931 è stato indicato tra i migliori dieci film dell'anno dal National Board of Review of Motion Pictures.
Nel 2010 è stato scelto per essere conservato nel National Film Registry della Biblioteca del Congresso degli Stati Uniti.